# Microgramma tobagensis
Microgramma tobagensis là một loài dương xỉ trong họ Polypodiaceae. Loài này được C.D.Adams & Baksh.-Com. mô tả khoa học đầu tiên năm 2000.
Danh pháp khoa học của loài này chưa được làm sáng tỏ. 